# Hans Janßen (Gewerkschafter)

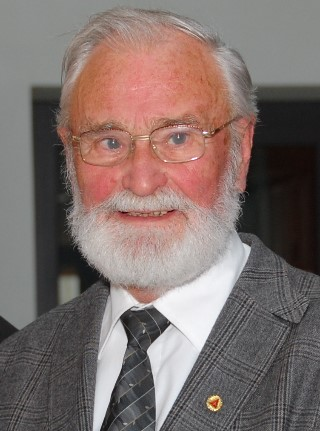
Hans Janßen, 2009

Hinrich Johannes Janßen (* 7. Juli 1924 in Langewerth bei Wilhelmshaven; † 8. September 2011) war ein deutscher Gewerkschafter und Politiker (Sozialdemokratische Partei Deutschlands) und Mitglied des Niedersächsischen Landtages. Er wurde unter seinem Rufnamen Hans Janßen bekannt.
Janßen wuchs in einfachen Verhältnissen auf. Nach dem Besuch der Volksschule absolvierte er von 1939 bis 1942 eine Lehre als Schlosser. Im Januar 1943 wurde er zum Kriegsdienst bei der Marine einberufen; gegen Ende des Zweiten Weltkrieges geriet er in französische Kriegsgefangenschaft. Nach seiner Entlassung aus der Kriegsgefangenschaft Ende 1946 arbeitete Janßen in verschiedenen Wilhelmshavener Industriebetrieben, war zeitweise arbeitslos, wurde schließlich Betriebsratsvorsitzender. Im April 1948 trat er der Sozialdemokratischen Partei Deutschlands bei, im gleichen Jahr wurde er Mitglied der IG Metall.
Er wurde 1952 in Wilhelmshaven Ratsmitglied, von 1956 bis 1959 war er Mitglied des Hildesheimer Stadtrates. In den Jahren 1953 und 1954 besuchte er Fortbildungsmaßnahmen der Akademie der Arbeit. Er wurde 1954 als 1. Bevollmächtigter der IG Metall Verwaltungsstelle Hildesheim gewählt. Vom 6. Mai 1959 bis 27. April 1966 war er Mitglied des Niedersächsischen Landtages (4. und 5. Wahlperiode). Von 1965 bis 1977 war er Bezirksleiter der IG Metall im Bezirk Münster (einer von vier damaligen Bezirken des heutigen IG Metall Bezirks Nordrhein-Westfalen).
1977 kandidierte er auf dem Gewerkschaftstag der IG Metall gegen den Personalvorschlag des Vorstandes und wurde in einer Kampfabstimmung gewählt. Als geschäftsführendes Vorstandsmitglied war er für Tarifpolitik zuständig. In der Debatte um die Arbeitszeitverkürzung in den 1980er Jahren vertrat Janßen zunächst die Position für eine Lebensarbeitszeitverkürzung in Form des Vorruhestandes. Später wechselte er seine Position und trat für die Einführung der 35-Stunden-Woche ein. Er wurde in den Jahren 1983 und 1984 als einer der engagiertesten Vertreter und Redner für die 35-Stunden-Woche bekannt. Nach einem mehrwöchigen Streik in Baden-Württemberg und Hessen konnte während seiner Amtszeit 1984 zunächst die 38,5-Stunden-Woche durchgesetzt werden; vgl. Auseinandersetzungen um die 35-Stunden-Woche. (Am Ende eines Stufenplans trat die 35-Stunden-Woche in Westdeutschland am erst 1995 in Kraft.)  Auf dem Gewerkschaftstag der IG Metall 1986 wurde er wiedergewählt. Trotz eines guten Wahlergebnisses von über 75 % nahm er auf dem Gewerkschaftstag die Wahl nicht an, da er sich politisch geschwächt sah.
Im Jahr 2005 trat Janßen aus der SPD aus und wurde Mitglied der WASG, die 2007 in der Partei Die Linke aufging.
Janßen war verheiratet und hatte drei Kinder.